# Exerodonta xera
Exerodonta xera är en groddjursart som först beskrevs av Joseph R. Mendelson och Campbell 1994.  Exerodonta xera ingår i släktet Exerodonta och familjen lövgrodor. IUCN kategoriserar arten globalt som sårbar. Inga underarter finns listade i Catalogue of Life.